# Sergej Fëdorovič Golicyn
Sergej Fëdorovič Golicyn (in russo Сергей Фёдорович Голицын?; 5 novembre 1749 – Tarnopol, 7 gennaio 1810) è stato un generale russo.

## Biografia
Era il nipote di Zachar Grigor'evič Černyšëv, Grigorij Petrovič Černyšëv e Avdot'ja Ivanovna Rževskaja, e pronipote di Fëdor Alekseevič Golovin e di Boris Alekseevič Golicyn.

## Carriera
Con il grado di tenente, partecipò alla Guerra russo-turca (1768-1774). Il 22 settembre 1775 è stato promosso a colonnello e ad aiutante di campo di Sua Maestà Imperiale. Il 22 settembre 1778 venne promosso al grado di generale di brigata.
Nel 1779 fu promosso a maggiore generale e il 14 luglio 1788 a luogotenente-generale. Prese parte alla Guerra russo-turca (1787–1792), durante il quale si distinse durante l'assedio di Očakov e alla battaglia di Machinskij che si concluse con la sconfitta di Arslan Pasha.
Il 3 dicembre 1796 venne nominato comandante del reggimento delle guardie. Il 10 aprile 1797 venne promosso a generale di fanteria e nel 1798 si ritirò dal servizio.
Con l'ascesa al trono di Alessandro I, fu nominato governatore generale a Riga e ispettore di fanteria in Livonia. Nel 1804 si ritirò.
Nel 1809 gli venne affidato il comando di un reggimento e si trasferì in Galizia per l'azione congiunta con le truppe francesi contro l'Austria. Il 1º gennaio 1810 è stato nominato membro del Consiglio di Stato.

## Matrimonio
Nel gennaio 1779, sposò Varvara von Engelhardt (1761-1815), nipote di Grigorij Aleksandrovič Potëmkin. Ebbero dieci figli:
- Grigorij Sergeevič (1779-1848), sposò Ekaterina Ivanovna Sologuba, ebbero nove figli;
- Fëdor Sergeevič (1781-1826);
- Sergej Sergeevič (1783-1833), sposò Natal'ja Stepanovna Apraksina, non ebbero figli;
- Michail Sergeevič (1784-1807);
- Zachar Sergeevič (1785-1792);
- Nikolaj Sergeevič (1787-1803);
- Pavel Sergeevič (1788-1838);
- Aleksandr Sergeevič (1789-1858);
- Vasilij Sergeevič (1792-1856), sposato con Elena Aleksandrovna Naryškina, non ebbero figli;
- Vladimir Sergeevič (1794-1862), sposò Praskov'ja Nikolaevna Matyunina, ebbero sette figli.

## Morte
Morì il 7 gennaio 1810 a Tarnopol.